# Pandiaka aristata
Pandiaka aristata är en amarantväxtart som beskrevs av Karl Suessenguth. Pandiaka aristata ingår i släktet Pandiaka och familjen amarantväxter. Inga underarter finns listade i Catalogue of Life.